# Чотири пори року (Вівальді)
«Чотири пори року» (італ. Le quattro stagioni) — цикл із чотирьох скрипкових концертів італійського композитора Антоніо Вівальді, написаний 1723 та опублікований 1725 року. Цей цикл став одним з найпопулярніших його творів, а також одним з найвідоміших музичних творів епохи бароко.
Кожен концерт присвячений одній із пір року і складається із трьох частин, що відповідають кожному місяцеві. До того ж кожний концерт супроводжує сонет, авторство яких достеменно невідомо, проте іноді приписується самому композиторові. Партитура оркестру складається з солюючої партії скрипки, групи перших і других скрипок, альтів і віолончелей, що дублюються basso continuo.
Повністю структура циклу виглядає так:
- Концерт № 1, мі мажор, Op. 8, RV 269, «Весна» («La primavera»)

1. Allegro
2. Largo
3. Allegro Pastorale

- Концерт № 2, соль мінор, Op. 8, RV 315, «Літо» («L'estate»)

1. Allegro non molto
2. Adagio e piano — Presto e forte
3. Presto

- Концерт № 3, фа мажор, Op. 8, RV 293, «Осінь» («L'autunno»)

1. Allegro
2. Adagio molto
3. Allegro

- Концерт № 4, фа мінор, Op. 8, RV 297, «Зима» («L'inverno»)

1. Allegro non molto
2. Largo
3. Allegro

## Сонети
| Italian | Українською, переклад з італійської Є.Яворського |
| --- | --- |
| La Primavera | Весна |
| Allegro Giunt' è la Primavera e festosetti La Salutan gl' Augei con lieto canto, E i fonti allo Spirar de' Zeffiretti Con dolce mormorio Scorrono intanto: Vengon' coprendo l' aer di nero amanto E Lampi, e tuoni ad annuntiarla eletti Indi tacendo questi, gl' Augelletti; Tornan' di nuovo al lor canoro incanto: Largo E quindi sul fiorito ameno prato Al caro mormorio di fronde e piante Dorme 'l Caprar col fido can' à lato. Allegro Di pastoral Zampogna al suon festante Danzan Ninfe e Pastor nel tetto amato Di primavera all' apparir brillante.                                                                       | [Allegro: Радісно] На порозі весна й щебетання Привітальних щасливих мелодій, І струмки, що з шовковим дзюрчанням Під зефір підігра́ють природі. Та зчорніє враз небо, мов злодій, Блискавиці, громи́ сповіщання Розпочнуть, і змовчить пташка рання; Але втне ще ясніш при нагоді. [Largo: Протяжно] І ось у квітчастому полі Серед шелесту трав насолоди З вірним псом спить отарник на волі. [Allegro: Весело] А під міх пасторальний зі згоди Пастухи й німфи тнуть неповолі, Де весни кришталевої зводи. |
| L'Estate | Літо |
| Allegro non molto - Allegro Sotto dura Staggion dal Sole accesa Langue l' huom, langue 'l gregge, ed arde il Pino; Scioglie il Cucco la Voce, e tosto intesa Canta la Tortorella e 'l gardelino. Zeffiro dolce Spira, mà contesa Muove Borea improviso al Suo vicino; E piange il Pastorel, perche sospesa Teme fiera borasca, e 'l suo destino; Adagio e piano - Presto e forte Toglie alle membra lasse il Suo riposo Il timore de' Lampi, e tuoni fieri E de mosche, e mosconi il Stuol furioso! Presto Ah, che pur troppo i Suo timor Son veri Tuona e fulmina il Ciel e grandinoso Tronca il capo alle Spiche e a' grani alteri. | [Allegro non molto - Allegro: Не надто рухливо - Рухливо] Палючим сонцем зморює сезон Людину й стадо, а сосну - вогнями; Розвіявся, змарнів зозулі тон, Їй скоро щиглик підігра піснями. Спіраль зефіру ніжна, та в полон Її борей загарбує без тями; І плаче пастушок - бо не крізь сон Наляканий він фатумом й штормами; [Adagio e piano - Presto e forte: Спокійно й тихо - Бурхливо й голосно] Краде спочинок з шиї до колін Боя́знь громі́в і блискавок печерна, І полчищ мух, що бісяться від змін! [Presto: Буремно] Ах, шкода - бо́язнь ця тепер модерна: І б'є, і світиться небесний дзвін Й велично рве колосся й нищить зерна. |
| L'Autunno | Осінь |
| Allegro Celebra il Vilanel con balli e Canti Del felice raccolto il bel piacere E del liquor de Bacco accesi tanti Finiscono col Sonno il lor godere. Adagio molto Fà ch' ogn' uno tralasci e balli e canti L' aria che temperata dà piacere, E la Staggion ch' invita tanti e tanti D' un dolcissimo Sonno al bel godere. Allegro I cacciator alla nov' alba à caccia Con corni, Schioppi, e cani escono fuore Fugge la belva, e Seguono la traccia; Già Sbigottita, e lassa al gran rumore De' Schioppi e cani, ferita minaccia Languida di fuggir, mà oppressa muore.                                                              | [Allegro: Радісно] Селяни співом і святковим шалом Частують вдалий урожай добром, Й, лікером Вакха сповнені, немало Завершать насолоду ніжним сном. [Adagio molto: Дуже спокійно] Усе, щоб всі забулися тим шалом, - Повітря загартоване добром, Й пора запрошень роздає чимало До насолоди тим, хто звитий сном. [Allegro: Рухливо] Мисливці вдосвіта ідуть з рогами, Рушницями й дають сміливим псам За звіром гнатися його слідами; Утомлює, жахає звіра гам Рушниць й собак, поранений без тями Ще рветься бігти, але гине там. |
| L'Inverno | Зима |
| Allegro non molto Aggiacciato tremar trà nevi algenti Al Severo Spirar d' orrido Vento, Correr battendo i piedi ogni momento; E pel Soverchio gel batter i denti; Largo Passar al foco i di quieti e contenti Mentre la pioggia fuor bagna ben cento Allegro Caminar Sopra il giaccio, e à passo lento Per timor di cader girsene intenti; Gir forte Sdruzziolar, cader à terra Di nuove ir Sopra 'l giaccio e correr forte Sin ch' il giaccio si rompe, e si disserra; Sentir uscir dalle ferrate porte Sirocco, Borea, e tutti i Venti in guerra Quest' é 'l verno, mà tal, che gioja apporte.                                      | [Allegro non molto: В міру рухливо] Промерзло тремтіти пори снігової При лютому віянні вітру страшного, Нести́ся, щокроку збиваючи ноги, І бити зубами від стужі значної; [Largo: Протяжно] Приємним вогнем зігріватись в поко́ї У затишку, дощ поки ставить облогу. [Allegro: Рухливо] По льоду іти - розбирати дорогу Уважно й повільно, бо стра́шать забої; Ковзнутися й важко на землю упасти, Ізнов йти на лід, біготня знов нещасна, Аж доки розверзне той лід свої пласти; Відчути, як двері залізні б'ють гласно Сироко й борей, аби вирвати, вкрасти. Така-от зима, все ж по-свому прекрасна.                                    |

## Музичні приклади
- Весна. Частина 1 Алегроⓘ
- Весна. Частина 2 Ларгоⓘ
- Весна. Частина 3 Алегроⓘ
- Літо. Частина 1 Алегро нон мольтоⓘ
- Літо. Частина 2 Адажіоⓘ
- Літо. Частина 3 Престоⓘ
- Осінь. Частина 1 Алегроⓘ
- Осінь. Частина 2 Адажіо мольтоⓘ
- Осінь. Частина 3 Алегроⓘ
- Зима. Частина 1 Алегро нон мольтоⓘ
- Зима. Частина 2 Ларгоⓘ
- Зима. Частина 3 Алегроⓘ